# Tărgoviște, Bulgaria
Tărgoviște (în bulgară Търговище, Tărgoviște) este un oraș în obștina Tărgoviște, regiunea Tărgoviște, Bulgaria.

## Demografie
Componența etnică a orașului Tărgoviște
     Bulgari (73,98%)
     Turci (16,54%)
     Romi (1,68%)
     Nicio identificare (7,42%)
     Altele (0,36%)
La recensământul din 2011, populația orașului Tărgoviște era de 37.611 locuitori. Din punct de vedere etnic, majoritatea locuitorilor (73,98%) erau bulgari, existând și minorități de turci (16,54%) și romi (1,68%). Pentru 7,42% din locuitori nu este cunoscută apartenența etnică.

## Galerie

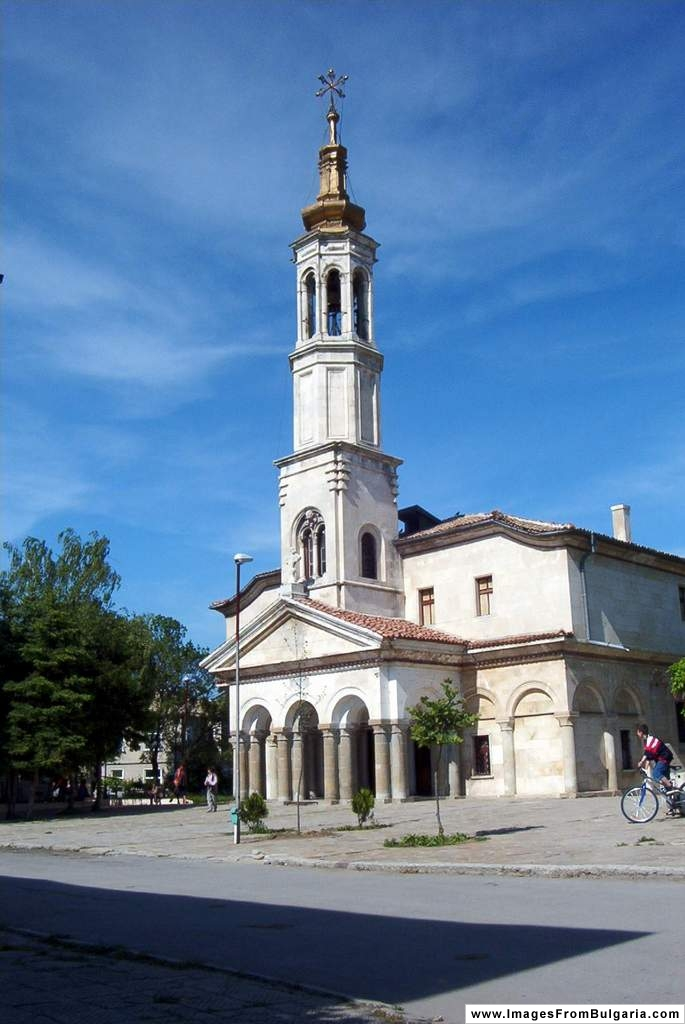
Biserica Adormirii Maicii Domnului(1851)
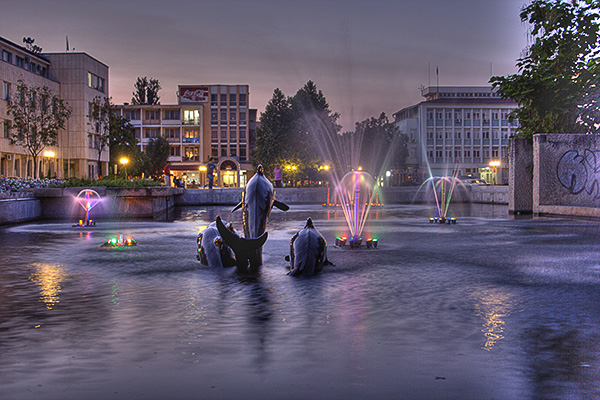
Centrul Târgoviște
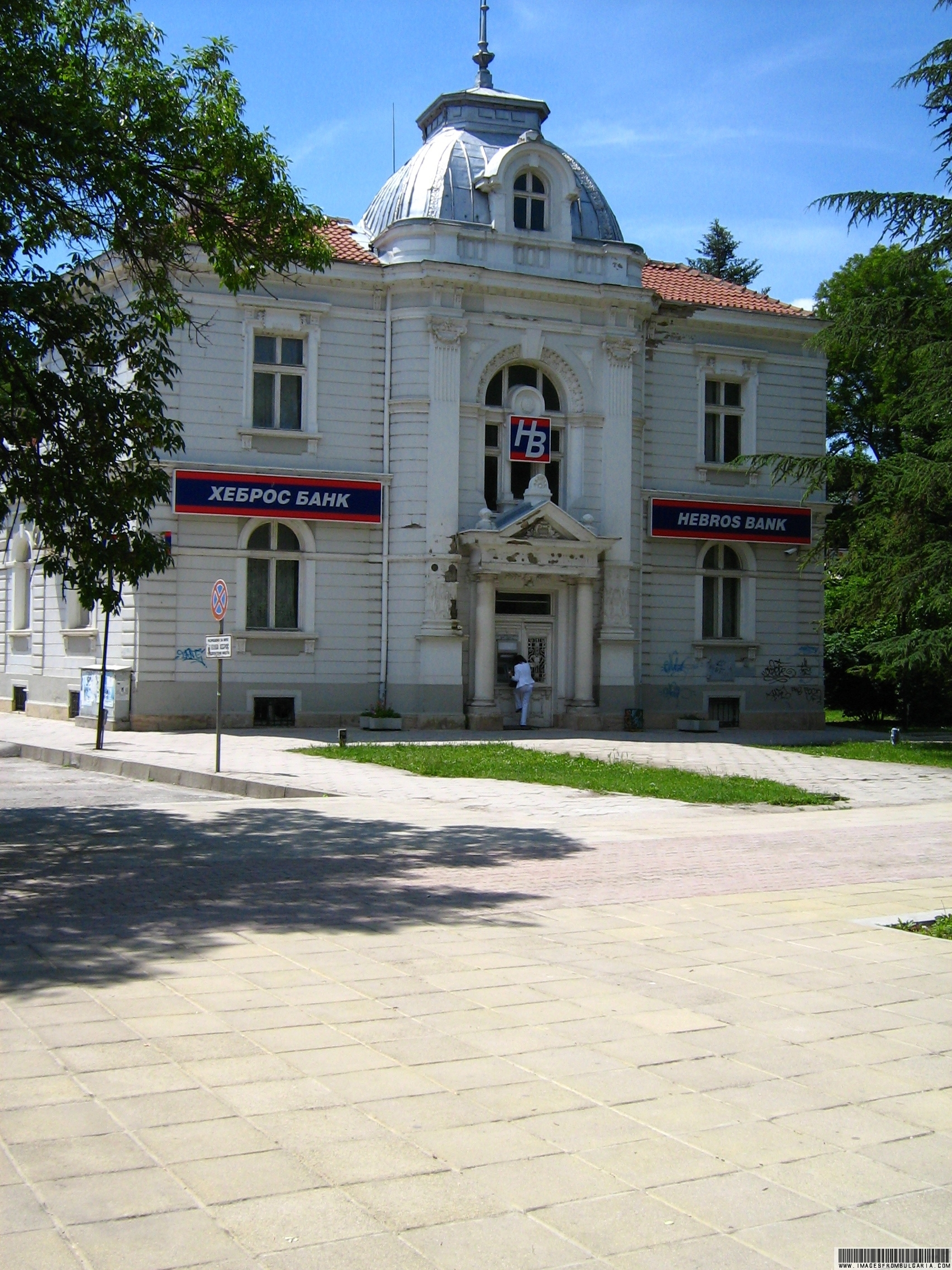
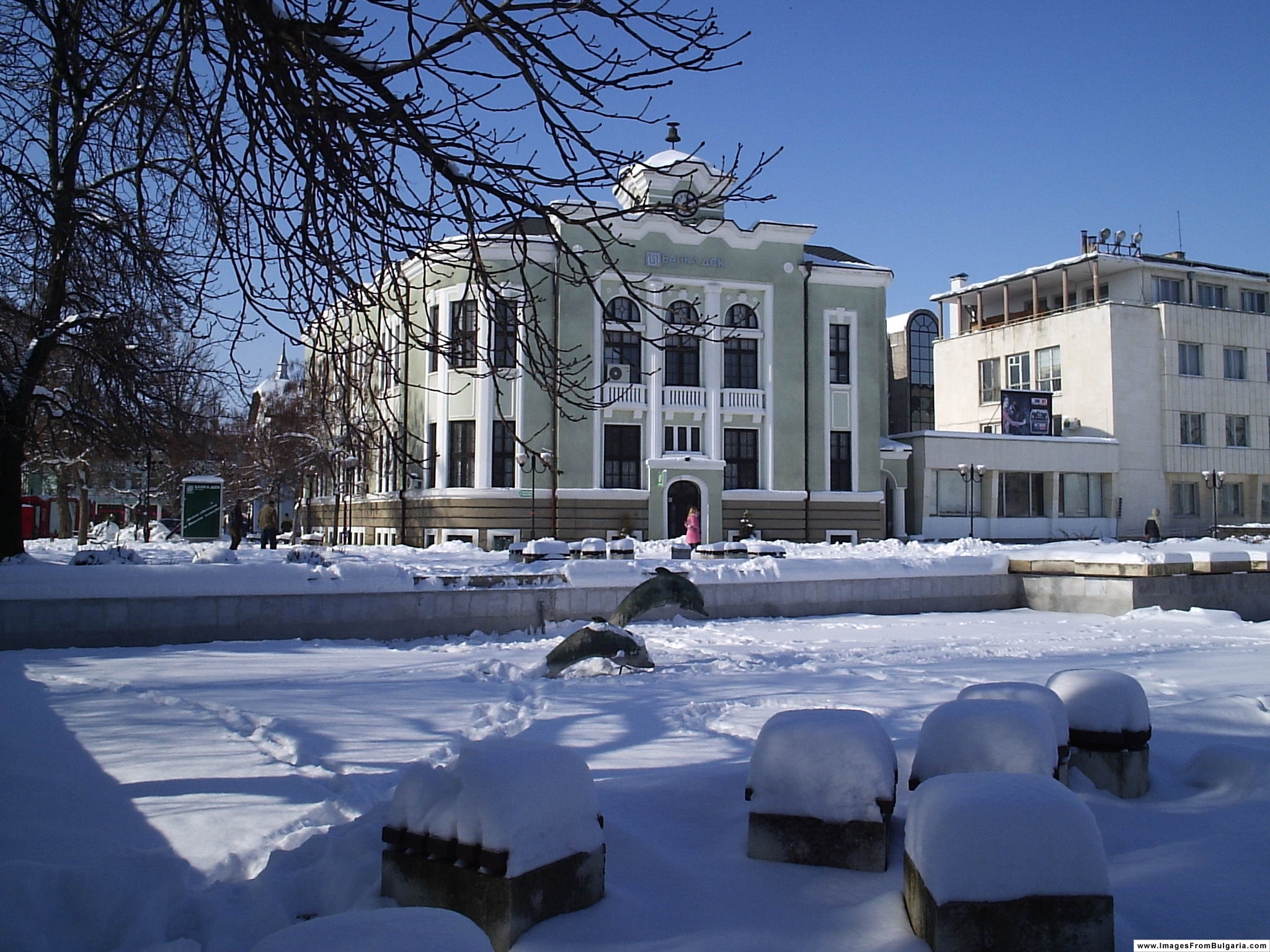
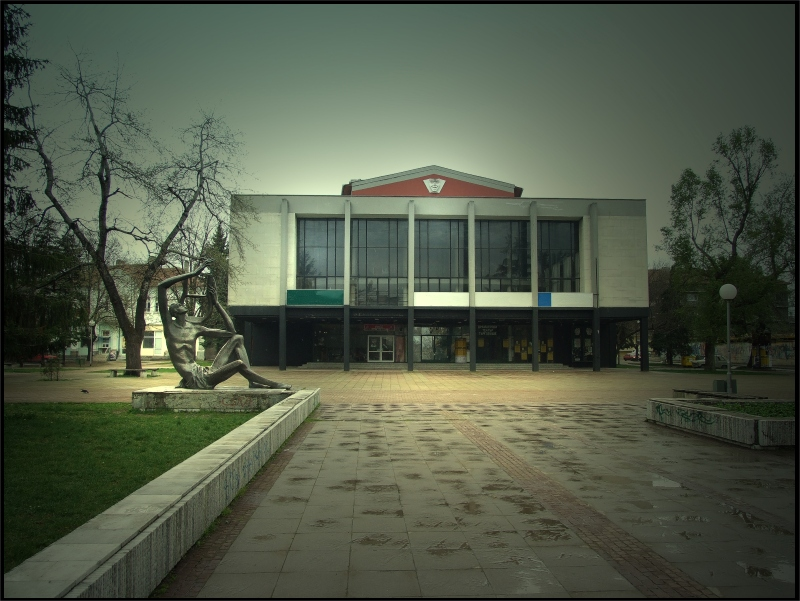
Teatrul Târgoviște cu Statuia lui Orfeu
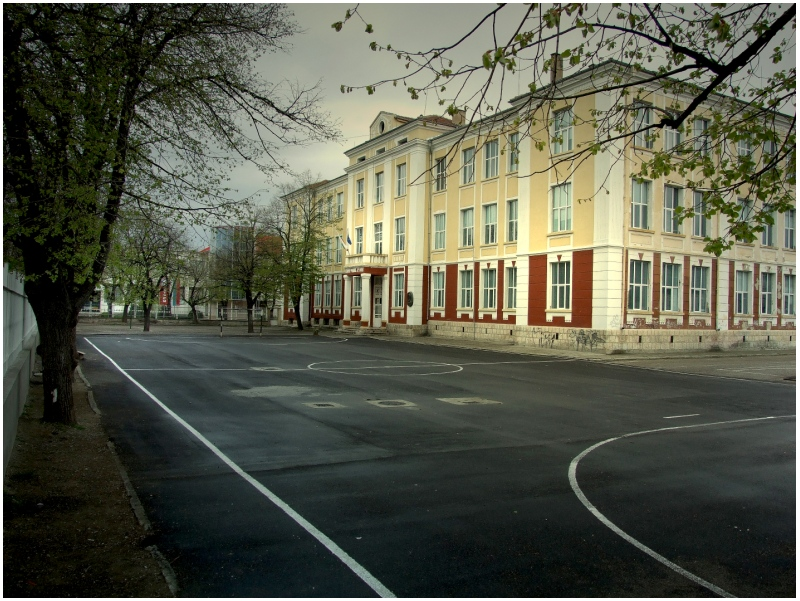
Comprehensive School Hristo Botev
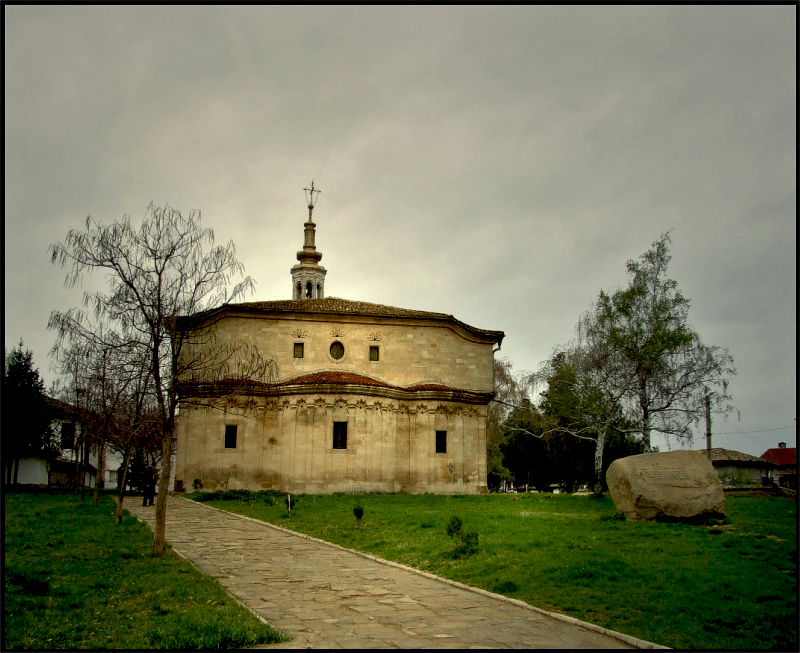
Biserica Veche
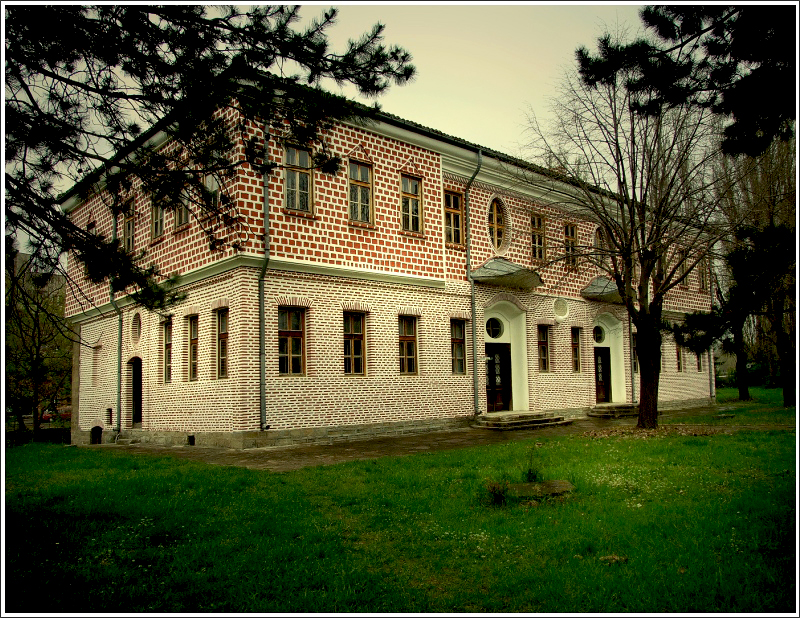
Muzeu
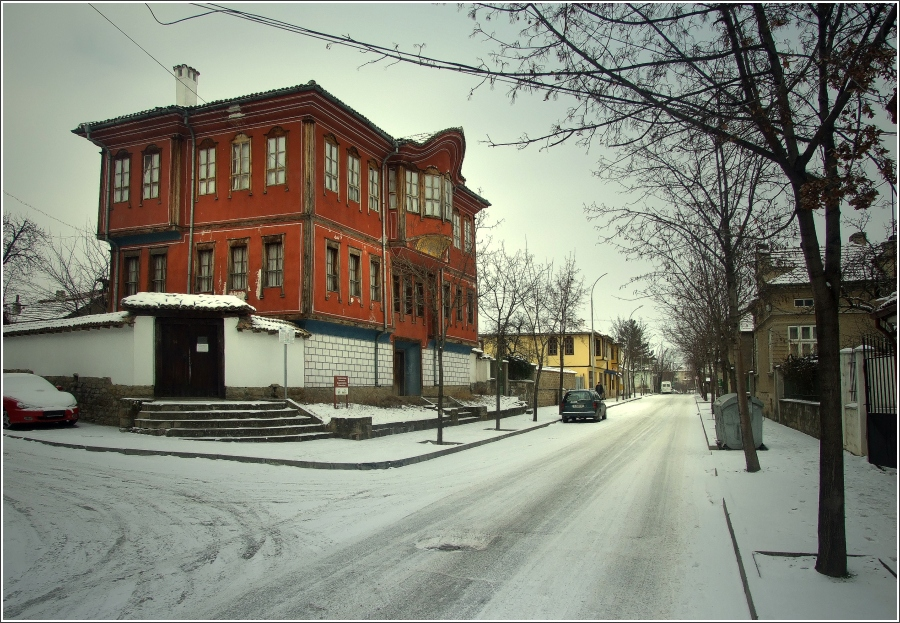
Cartierul Vechi Varoșa
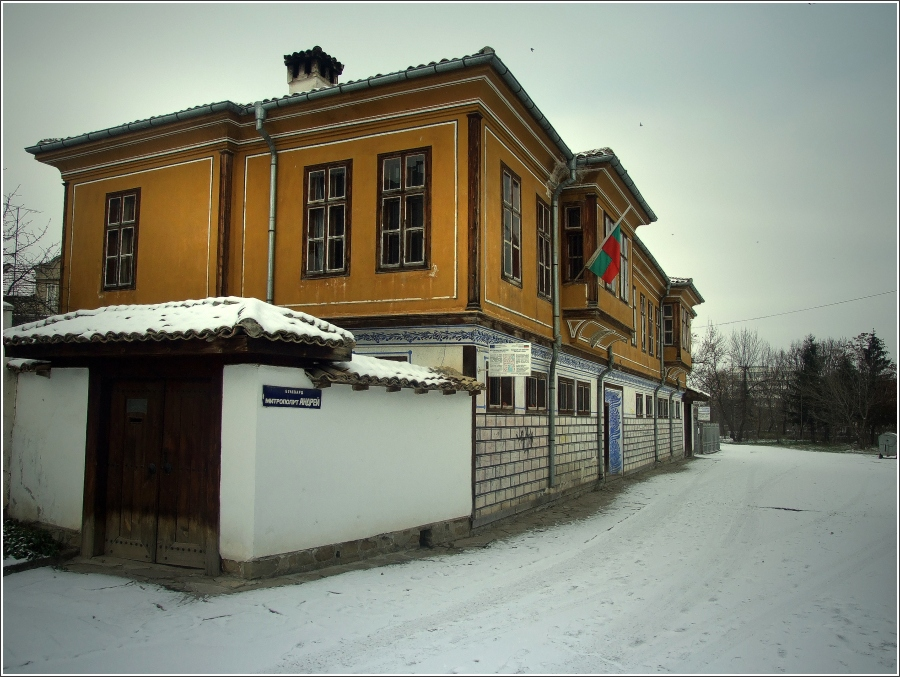
Cartierul Vechi Varoșa
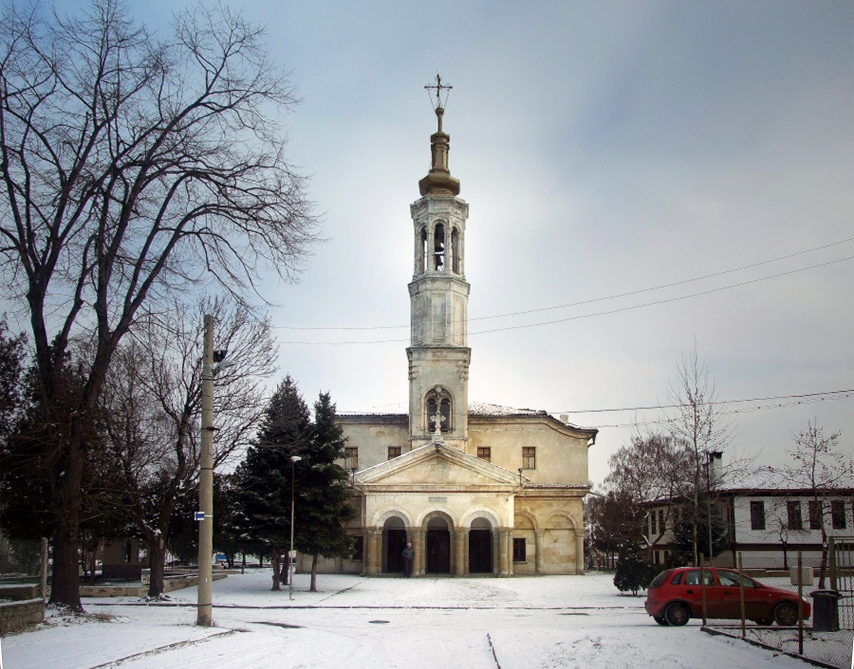
Biserica Veche
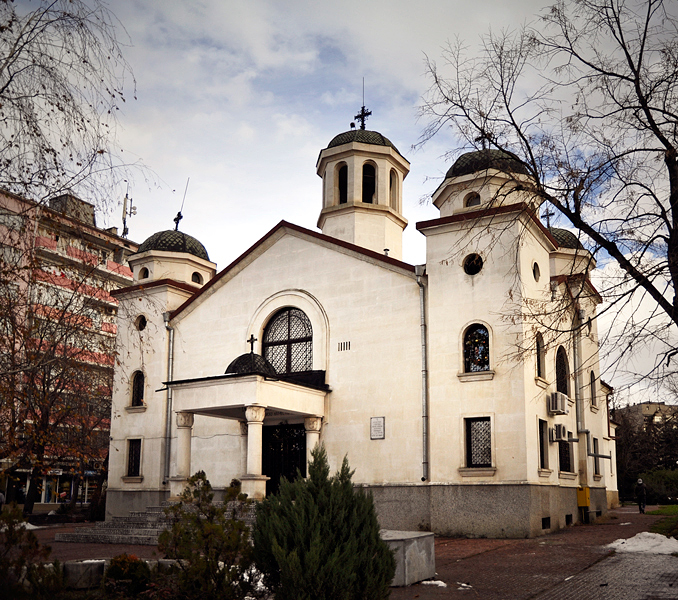
Biserica St. John of Rila